# Agdz
Agdz (arabisch اڭدز, Zentralatlas-Tamazight ⴰⴳⴷⴰⵣ) ist eine Kleinstadt mit gut 11.000 Einwohnern in der Provinz Zagora in der Region Drâa-Tafilalet im Süden Marokkos. Der Name bedeutet so viel wie „Rastplatz“.

## Lage und Klima
Agdz liegt an der über Marrakesch nach Casablanca führenden N9 in einer Höhe von etwa 940 m im Drâa-Tal etwa 70 km südöstlich von Ouarzazate bzw. 93 km nordwestlich von Zagora. Das Klima ist meist warm und trocken; Regen (ca. 105 mm/Jahr) fällt nahezu ausnahmslos im Winterhalbjahr.

## Bevölkerung
| Jahr      | 1994  | 2004  | 2014   | 2024   |
| Einwohner | 5.870 | 7.951 | 10.681 | 11.189 |

Weit über 90 % der – aufgrund der Landflucht – stetig wachsenden Bevölkerung sind zugewanderte Berber von verschiedenen Stämmen in der Umgebung. Gesprochen wird neben verschiedenen Berberdialekten in der Hauptsache Arabisch.

## Wirtschaft

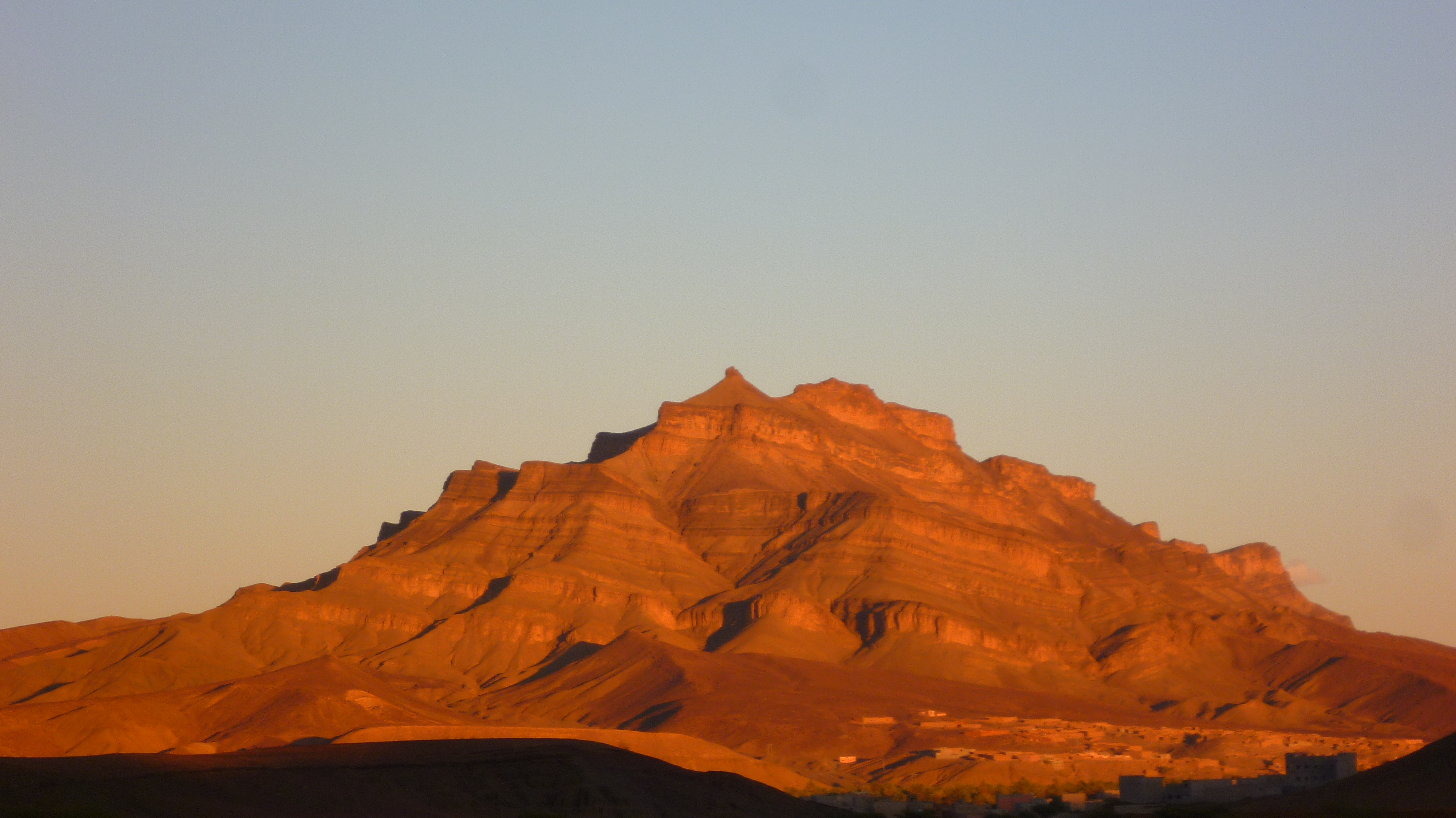
Jbel Kissane bei Agdz

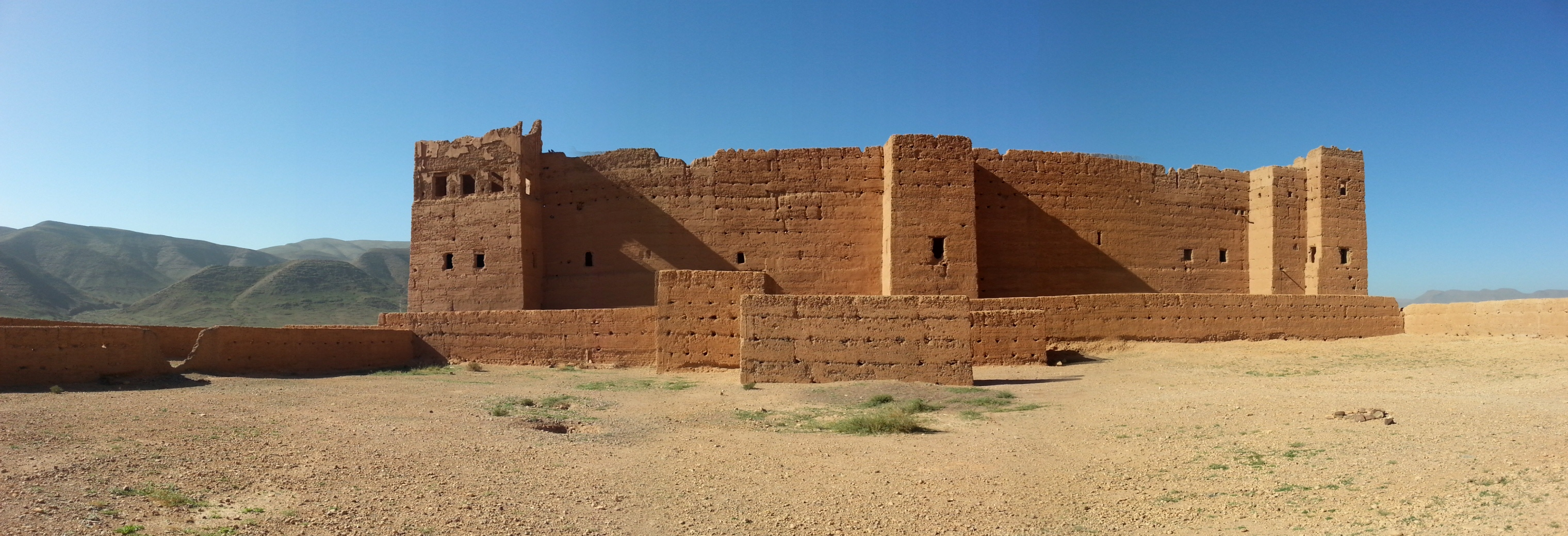
Kasbah Taourirt bei Agdz

Früher spielten die Dattelpalmenoasen nördlich und südlich der Stadt die zentrale Rolle für die Versorgung der Bevölkerung und der Karawanen. Heutzutage lebt ein Großteil der Bevölkerung vom lokalen und regionalen Handel und Transport; hinzu kommen Geldtransferleistungen der in den Städten des Nordens oder in Europa arbeitenden Männer. Auch der Tourismus spielt seit den 1970er Jahren eine immer größere Rolle im Wirtschaftsleben der Stadt.

## Geschichte
Ehemals war Agdz ein wichtiger Rastplatz für die aus Timbouktou über Zagora nach Marrakesch reisenden Handelskarawanen. Hier konnten Mensch und Tier Kräfte sammeln für den beschwerlichen Aufstieg über den nur etwa 20 km nördlich gelegenen aber bereits 1660 m hohen Bergpass Tizi n’Tinifift. Da die Passstrecke auch heute noch kurvenreich und stressig ist, ist Agdz immer noch ein wichtiger Halt für Busse und LKWs.

## Sehenswürdigkeiten
Agdz selber ist ein vergleichsweise modern wirkender Ort mit rechtwinklig angelegten Straßen und in hellroten und ockerfarbenen Farbtönen gestrichenen Häusern mit Wänden aus Hohlblocksteinen und Fundamenten und Decken aus Beton. Interessanter ist die Umgebung: Der 1531 m hohe Jbel Kissane befindet sich auf der östlichen Seite des Drâa; in seiner Nähe stehen die Überreste zweier alter Wohnburgen (Tighremts). Ungefähr 6 km südöstlich von Agdz zweigt eine Piste zum nur 2 km nördlich gelegenen Ort Tamnougalt ab, der noch ein relativ unverfälschtes Bild eines Dorfes im Drâa-Tal bietet.